# Érico Curado
Erico José Curado (Pirenópolis, 18 de maio de 1880 — Goiânia, 11 de janeiro de 1961) foi um escritor, jornalista, promotor e advogado brasileiro. Mas, principalmente poeta. "Considerado o pioneiro da escola simbolista em Goiás...". Seu filho Bernardo Élis foi o primeiro e único goiano a ingressar na Academia Brasileira de Letras. 

## Biografia
Filho de Luiz Fleury de Campos Curado e de Maria Joaquina de Faria Lobo. É pai do escritor Bernardo Élis.
Em 1884, iniciou o aprendizado da leitura com uma escrava de seus avós maternos, com quem passou a morar, numa Fazenda. Transferiu-se, em 1888, para Corumbá de Goiás, onde frequentou escola pública.
Quando jovem, viajou pelos rios Araguaia e Tocantins, vendendo mercadorias e comprando borracha.
Ao receber na cidade de Goiás Velho a visita de seu irmão João José, que era oficial do exército,  decidiu ir ao Rio de Janeiro, em 1897, tentar a vida miliar. Ingressou na Escola Militar, cuja carreira foi interrompida para retornar ao comércio em Araguari, Minas Gerais e Vila Boa, antiga Capital de Goiás.
Foi nomeado Promotor Público da cidade de Goiás, em 1910, quando passa a se relacionar com os intelectuais da terra e a escrever para os jornais da época.
Pouco depois, publica o livro de poemas "Iluminuras" (1913). Em 1916, torna-se Advogado Provisionado em Pirenópolis e Corumbá de Goiás, quando também passa a escrever para o jornal Voz do Sul, de Anápolis. Quarenta anos depois, conduz ao prelo a sua segunda obra, "Poesias" (1956). Tido como a maior expressão da corrente simbolista em Goiás, Erico apresentava fortes tendências ao que então se chamava de "nefelibatismo". O presente Soneto I, de sua obra "Iluminuras", dá bem uma dimensão do poeta: Ao esplendor das manhãs, silencioso e contrito,/ Como é belo e sublime - olhar-se a natureza:/ Sentir-se dentro dalma esse afago bendito/ Que em perfume conduz de devesa em devesa.// Ver-se um céu sempre azul perder-se no infinito,/ E das aves ouvir-se um hino de pureza,/ E o rumor da floresta e dos montes o grito,/ Num concerto divino à suprema beleza...// E, além, o vale imenso e o rio que, disforme,/ Das brumas vai seguindo o branco vulto enorme!/ Desatam-se em perfume os brancos laranjais...//E o gado vem descendo em procura do aprisco,/ Abre-se então o sol, em fogo, o flavo disco,/ E, aqui e ali, se exalça a alvura dos casais...  
A 29.09.1957, tomou posse na Cadeira 11, da Academia Goiana de Letras, cujo Patrono é Rodolfo da Silva Marques, que antes fora ocupada pelo Príncipe dos Poetas de Goiás, Leo Lynce, e que a partir de 11 de março de 1962 passou a ser ocupada pelo outro  Príncipe dos Poetas de Goiás, Gilberto Mendonça Teles. Leiam a respeito da Cadeira 11 o estudo 'Goiás e Literatura: a poesia de Leo Lynce e o sentido simbolista da obra poética de Erico Curado', Edição E.T.G., Goiânia, 1964, 73 páginas; que Gilberto Mendonça Teles extraiu do seu discurso de posse na aludida cadeira da Academia Goiana de Letras.

## Obras
- Iluminuras, 1913.
- Poesias, 1957, que recebeu o prêmio da Bolsa de Publicações Hugo de Carvalho Ramos, da União Brasileira de Escritores, secção de Goiás.